# Sambourne (Royaume-Uni)
Pour les articles homonymes, voir Sambourne.
Sambourne est un village et une paroisse civile du Warwickshire, en Angleterre. Administrativement, il dépend du district de Stratford-on-Avon.